# 各年のボスニア・ヘルツェゴビナの一覧

ボスニア・ヘルツェゴビナの国旗

各年のボスニア・ヘルツェゴビナの一覧（かくねんのボスニア・ヘルツェゴビナのいちらん）は、ボスニア・ヘルツェゴビナの各年ごとの記事の一覧。この一覧ではボスニア・ヘルツェゴビナの各年ごとの記事の他、各世紀と各年代、ボスニア・ヘルツェゴビナの各分野における各年ごとの記事についても取り扱う。

## 一覧
20世紀
- 1990年代のボスニア・ヘルツェゴビナ
  - 1992年のボスニア・ヘルツェゴビナ（英語版） 1993年のボスニア・ヘルツェゴビナ（英語版） 1994年のボスニア・ヘルツェゴビナ（英語版）
  - 1995年のボスニア・ヘルツェゴビナ（英語版） 1996年のボスニア・ヘルツェゴビナ（英語版） 1997年のボスニア・ヘルツェゴビナ（英語版） 1998年のボスニア・ヘルツェゴビナ（英語版） 1999年のボスニア・ヘルツェゴビナ（英語版）
- 2000年代
  - 2000年のボスニア・ヘルツェゴビナ（英語版）

21世紀
- 2000年代のボスニア・ヘルツェゴビナ
  - 2001年のボスニア・ヘルツェゴビナ（英語版） 2002年のボスニア・ヘルツェゴビナ（英語版） 2003年のボスニア・ヘルツェゴビナ（英語版） 2004年のボスニア・ヘルツェゴビナ（英語版）
  - 2005年のボスニア・ヘルツェゴビナ（英語版） 2006年のボスニア・ヘルツェゴビナ（英語版） 2007年のボスニア・ヘルツェゴビナ（英語版） 2008年のボスニア・ヘルツェゴビナ（英語版） 2009年のボスニア・ヘルツェゴビナ（英語版）
- 2010年代のボスニア・ヘルツェゴビナ
  - 2010年のボスニア・ヘルツェゴビナ（英語版） 2011年のボスニア・ヘルツェゴビナ（英語版） 2012年のボスニア・ヘルツェゴビナ（英語版） 2013年のボスニア・ヘルツェゴビナ（英語版） 2014年のボスニア・ヘルツェゴビナ（英語版）
  - 2015年のボスニア・ヘルツェゴビナ（英語版） 2016年のボスニア・ヘルツェゴビナ（英語版） 2017年のボスニア・ヘルツェゴビナ（英語版） 2018年のボスニア・ヘルツェゴビナ（英語版） 2019年のボスニア・ヘルツェゴビナ（英語版）
- 2020年代のボスニア・ヘルツェゴビナ
  - 2020年のボスニア・ヘルツェゴビナ（英語版）